# Albert Langner
Albert Langner OFM (?-1774), též Albert Langer nebo Albert Lagner, byl v českých zemích žijící a působící františkán, kazatel a lektor na klášterních studiích františkánů. Jeho zřejmě prvním učitelským působištěm se stal konvent františkánů v Jindřichově Hradci, kde byl na provinční kapitule v září 1746 jmenován jedním ze dvou lektorů filozofie na tamějších klášterních studiích. Zatímco na pozici druhého hradeckého lektora se několikrát vystřídalo více bratří, Langner zde zůstal až do podzimu 1754. Těžko přitom stanovit zda příčinou byly učitelské kvality bratra Alberta nebo právě naopak, když františkánští lektoři filozofie obvykle po několika letech postupovali na vyšší posty učitelů teologie. I později působil jako lektor v blíže nezjištěném klášteře. Snad to ale bylo v Olomouci, kde místní tiskař a příznivec františkánů František Antonín Hirnle vytiskl blíže neznámé teze presidované Langnerem a dalším lektorem Elzearem Kinským. Přinejmenším v letech 1665 a 1666 působil jako lektor církevního práva v brněnském klášteře u sv. Máří Magdaleny, kde se kánony vyučovaly zřejmě od počátku 60. let 18. století. Během tohoto brněnského působení vyšla roku 1765 Langnerova cca 250 stránková učebnice kanonického práva Fragmentum Juris Canonici sive Succincta explanatio Tituli II De constitutionibus ex Libro I. Decretalium Gregorii IX., k níž byly připojeny teze obhájené v brněnském konventu františkánským studentem Augustinem Clementem a kterou vytiskl brněnský tiskař a příznivec františkánů Emanuel Svoboda. O dva roky později, kdy bratr Albert zřejmě stále působil v Brně, vyšel tamtéž jeho objemný traktát odpustcích: Thesaurus inexhaustus verae ecclesiae, sive tractatus de indulgentiis recentissimis S. Congregatione indulgentiis. Během brněnského lektorského působení Langner presidoval přinejmenším ještě v roce 1766 teze svých františkánských studentů: Theoremata sacrae jurisprudentiae ex libris Decretalium Gregorii IX. O rok později však již bratr Albert jako lektor církevního práva působil v Praze v konventu u P. Marie Sněžné, kam se snad spolu s ním přesunulo i studium z Brna. Tehdy (1767) v Praze presidoval teze Positiones canonicae ex libro II. Decretalium Gregorii IX. desumptae.
Po 24 letech učitelského působení v několika klášterech byl Langner, jako i další františkánští lektoři 18. století, převeden do vedení české řádové provincie. Na kapitule v září 1768 byl jako vysloužilý lektor (emeritus) jmenován provinčním sekretářem a na další kapitule později (1771) provinčním definitorem. V blíže nezjištěném období byl rovněž kvardiánem jednoho z českých klášterů. Albert Langner zemřel 21. srpna 1774 v Brně.